# アンドリュー・ワイルズ
サー・アンドリュー・ジョン・ワイルズ（Sir Andrew John Wiles, 1953年4月11日 - ）は、イギリスの数学者。「フェルマーの最終定理」を証明したことで知られる。専門は数論。1982年よりプリンストン大学教授、2010年よりオックスフォード大学教授。

## 経歴

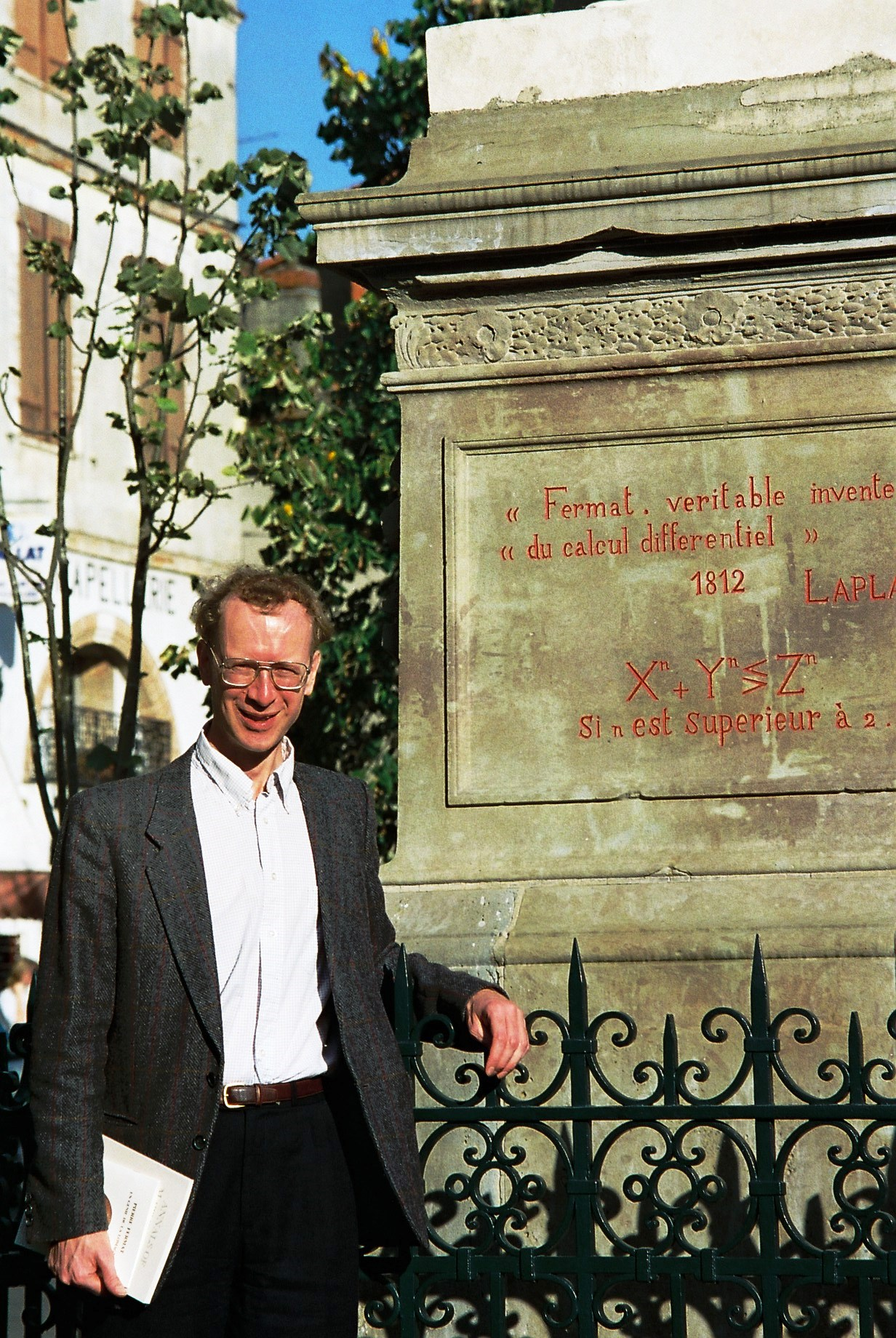
フェルマーの銅像の前にて （ボーモン＝ド＝ロマーニュ、1995年10月)

10歳のときにフェルマーの最終定理に出会い数学の道を進む。1974年にオックスフォード大学で数学の学士号を取得後、ケンブリッジ大学のクレア・カレッジに入学し博士号を取得。大学院でジョン・コーツの指導の下、岩澤理論と楕円曲線論を研究し、博士号を取得した。1982年よりプリンストン大学教授。1989年王立協会フェロー選出。2010年よりオックスフォード大学教授。
フェルマーの最終定理の証明（1995年）の他にも、主な業績に岩澤理論の主予想の証明（1984年、バリー・メイザーとの共同研究）やバーチ・スウィンナートン＝ダイアー予想に関する貢献（博士課程でのコーツとの共同研究）などがある。

## フェルマー予想の証明
（詳細はワイルズによるフェルマーの最終定理の証明の項目を参照のこと）
以前から数論における優れた研究者として著名だったが、1993年6月23日、谷山–志村予想を半安定な場合について解決したと突如発表し、その系として「フェルマーの最終定理」を証明したと宣言した。彼はそれまで7年もの間この仕事に専念していたが、ほぼ完全に秘密とし、突然発表したため周囲を驚愕させた。証明の内容は更に驚異的なもので、数論の様々な分野から当時最新の、しかも深い結果を大量に動員していた。ある数学者がこれを評して曰く、「数学者というものは各人ばらばらの目標を立てて研究して来たように見えて、実は全員がフェルマー予想に取り組んでいたのだ」。最初の発表の場であったケンブリッジ大学の講演（1993年6月21日 - 23日）では、事前にフェルマーの定理を証明したと告知していたわけでないにもかかわらず、噂が噂を呼んで、ジョン・コーツ、バリー・メイザー、リチャード・テイラーなど、多くの数学関係者が押しかけてきた。教室は満席で、立ち見まで出るほど盛況だったという。
証明に挑んだきっかけは、ケン・リベットが「フライの楕円曲線（＝フェルマーの最終定理の反例）」はモジュラーとはならないことを証明したと聞き、フェルマーの最終定理を証明するには谷山・志村予想（従ってフライの「楕円曲線」は存在しないことを意味する）を解けば良いことを知ったことだった。もともと自身が数学を志したきっかけが少年時代にフェルマーのこの定理と出会ったことであり、この定理に対しては強い憧れを持っていたが、大学院時代に数々の天才が挑んでは敗れ去ってきたこの超難問に挑戦することを指導教官のコーツから止められていた。それが、上述のような経緯で自ら専門分野の楕円曲線と思いがけずも繋がることとなり、谷山・志村予想の証明だけに没頭することになったという。やがて3年目に、楕円曲線をガロア曲線に変換して比べたり、岩澤理論を応用したりして類数公式を考えることを思いついたものの、証明には手が届かなかった。ある日、フラッハ（→コリヴァギン＝フラッハ法、Kolyvagin-Flach method）という学生の論文に出会い、今までの考えを捨ててその理論を拡張することに専念するようになる。やがて7年目に、バリー・メイザーの論文から、モジュラーでない楕円曲線をモジュラーである楕円曲線に変換することを考え、フェルマーの最終定理の証明を確信した。
講演を終えた後、証明を論文誌に投稿したが、レフリーからの指摘で1箇所、致命的なギャップが発見された。それまでの単独研究というスタイルを捨て、弟子であるリチャード・テイラーも加えて、このギャップを埋めようとしたが難航した。多くの注目を集める中での研究となり、一時期は敗北宣言を出すことまで考えた。1994年9月19日、自身で諦めをつけるために証明のうまくいかない部分を見直していたところ、突然インスピレーションが涌き、本人曰く「夢じゃないかと思うような素晴らしい証明」が頭に浮かんだ。それは、うまくいかなくしている、まさにその原因が、研究当初放棄した岩澤理論によるアプローチを可能にするという発見であった。翌日、もう一度冷静に見直した結果、誤りがないことを確認し証明を完成させた。
新たな論文は1995年のAnnals of Mathematicsに掲載された。再度の審査の結果、証明は確認され、ワイルズのフェルマー予想解決が認められた。この予想がフェルマーによって提起されてから実に360年後のことであった。国際数学連合のフィールズ賞には40歳以下という制限があるため受賞を逃したが、その顕著な業績に対して異例の特別賞が贈られた。
研究中の息抜きは、池の周りを散歩したり子供におとぎ話を話すことだったという。

### フェルマー予想を証明した論文
- Andrew Wiles (1995-05). “Modular elliptic curves and Fermat's Last Theorem (モジュラー楕円曲線とフェルマーの最終定理)”. Annals of Mathematics 141 (3):  443-551.
- Richard Taylor and Andrew Wiles (1995-05). “Ring-theoretic properties of certain Hecke algebras (ある種のヘッケ環の環論的性質)”. Annals of Mathematics 141 (3):  553-572.

## 指導者としてのワイルズ
ワイルズは優れた指導者であり、以下に代表する多くの優秀な弟子を育てている。
- 楕円曲線のテイト・シャファレヴィッチ群が有限になる例を初めて構成したことやオイラー系の業績で著名なカール・ルービン
- ワイルズの方法を拡張して谷山・志村予想に完全な証明を与えたブライアン・コンラッド、フレッド・ダイアモンド
- 谷山・志村予想、局所ラングランズ予想の証明で著名なリチャード・テイラー
- 岩澤理論において貢献があるクリストファー・スキナー
- 2次形式論で著名なマンジュル・バルガヴァ

## 受賞歴
- 1988年 ホワイトヘッド賞
- 1995年 ショック賞 （スウェーデン王立アカデミー）
- 1995年 オストロフスキー賞
- 1995年 フェルマー賞
- 1996年 ロイヤル・メダル （ロンドン王立協会）
- 1996年 コール賞数論部門 （アメリカ数学会）
- 1996年 ウルフ賞数学部門 （ウルフ財団）
- 1997年 ヴォルフスケール賞（ゲッティンゲン科学アカデミー）
- 1998年 IMU Silver Plaque （ICM）
- 1998年 フィールズ賞特別賞
- 1998年 キング・ファイサル国際賞科学部門
- 2005年 ショウ賞数理科学部門[7]
- 2016年 アーベル賞
- 2017年 コプリ・メダル
- 2019年 ド・モルガン・メダル